# Larkin Poe
Larkin Poe es una banda de rock estadounidense originaria de Atlanta, conformada por las hermanas Rebecca Lovell (nacida el 30 de enero de 1991) y Megan Lovell (nacida el 12 de mayo de 1989).

## Historia
Con armonías propias del rock sureño, riffs pesados de guitarra y el uso de la guitarra slide, se les conoce como "las hermanas menores de The Allman Brothers". La banda se presentó en las ediciones de 2014 y 2016 en el Festival de Glastonbury, y fueron votadas como el "Mejor descubrimiento en Glastonbury 2014" por el diario británico The Observer. En 2019 fueron anunciadas como parte de la alineación del festival Woodstock 50, aunque finalmente el evento no pudo realizarse por una serie de inconvenientes con la organización.
Luego de publicar cuatro discos de estudio entre 2014 y 2020, el quinto álbum de estudio de Larkin Poe, Self Made Man, fue estrenado el 12 de junio de 2020 por Tricki-Woo Records. Su primer sencillo fue "She's a Self Made Man", lanzado en marzo. En noviembre del mismo año publicaron el LP de versiones Kindred Spirits, con covers de "Fly Away" de Lenny Kravitz, "Nights in White Satin" de The Moody Blues o "In the Air Tonight" de Phil Collins, entre otras.

## Miembros

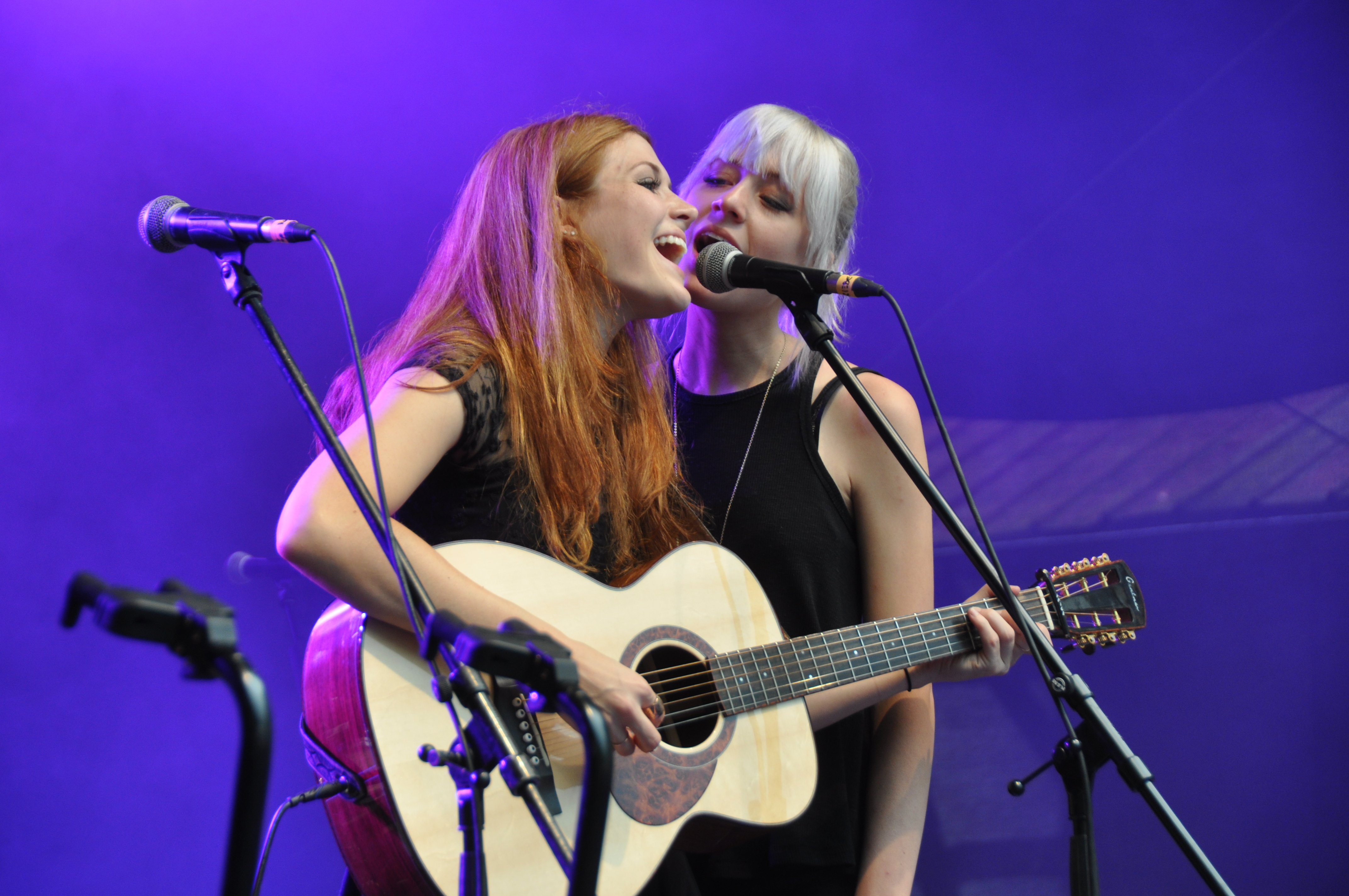
Rebecca y Megan Lovell en el Blacksheep Festival, 2014.

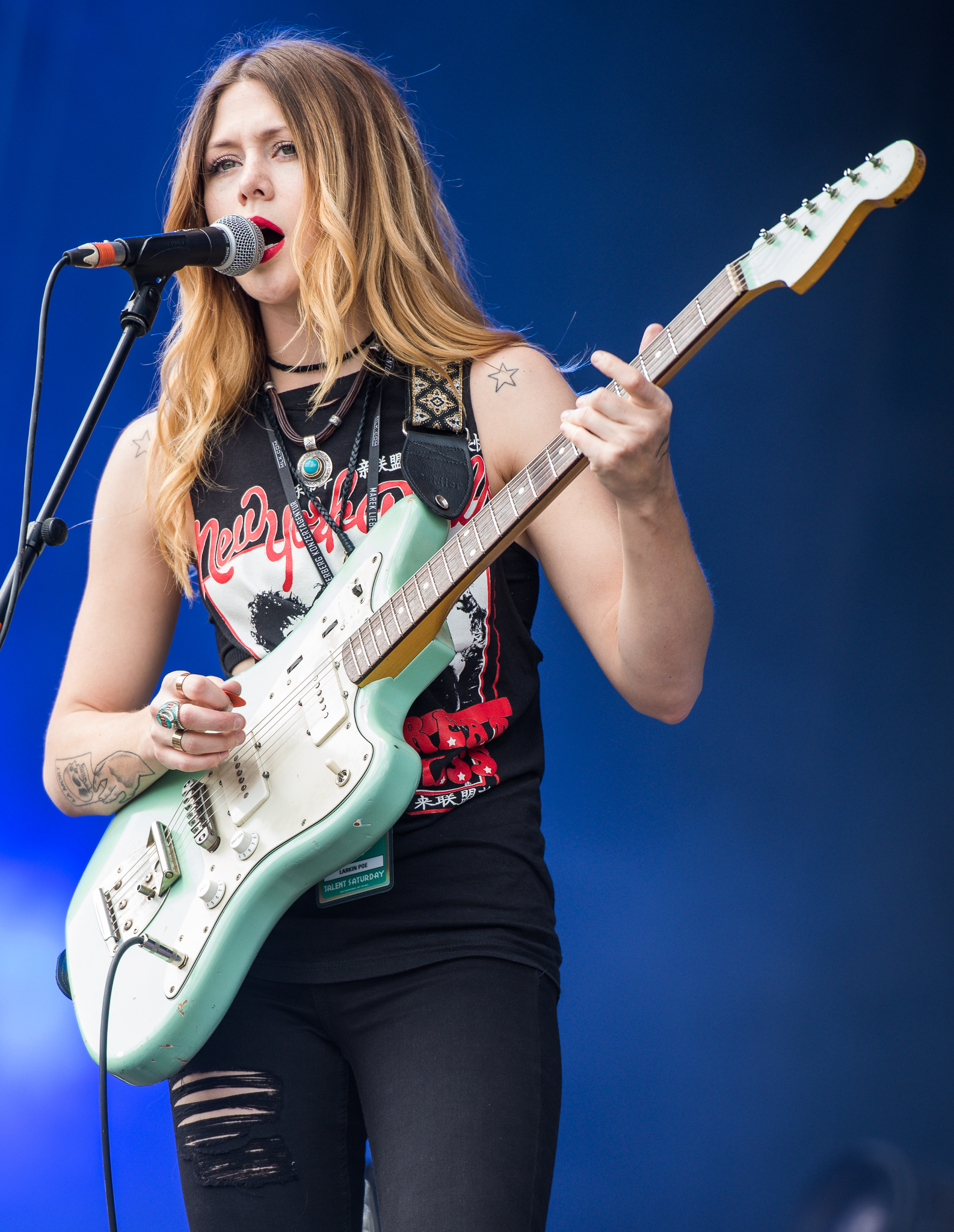
Rebecca Lovell en Rock im Park, 2016.

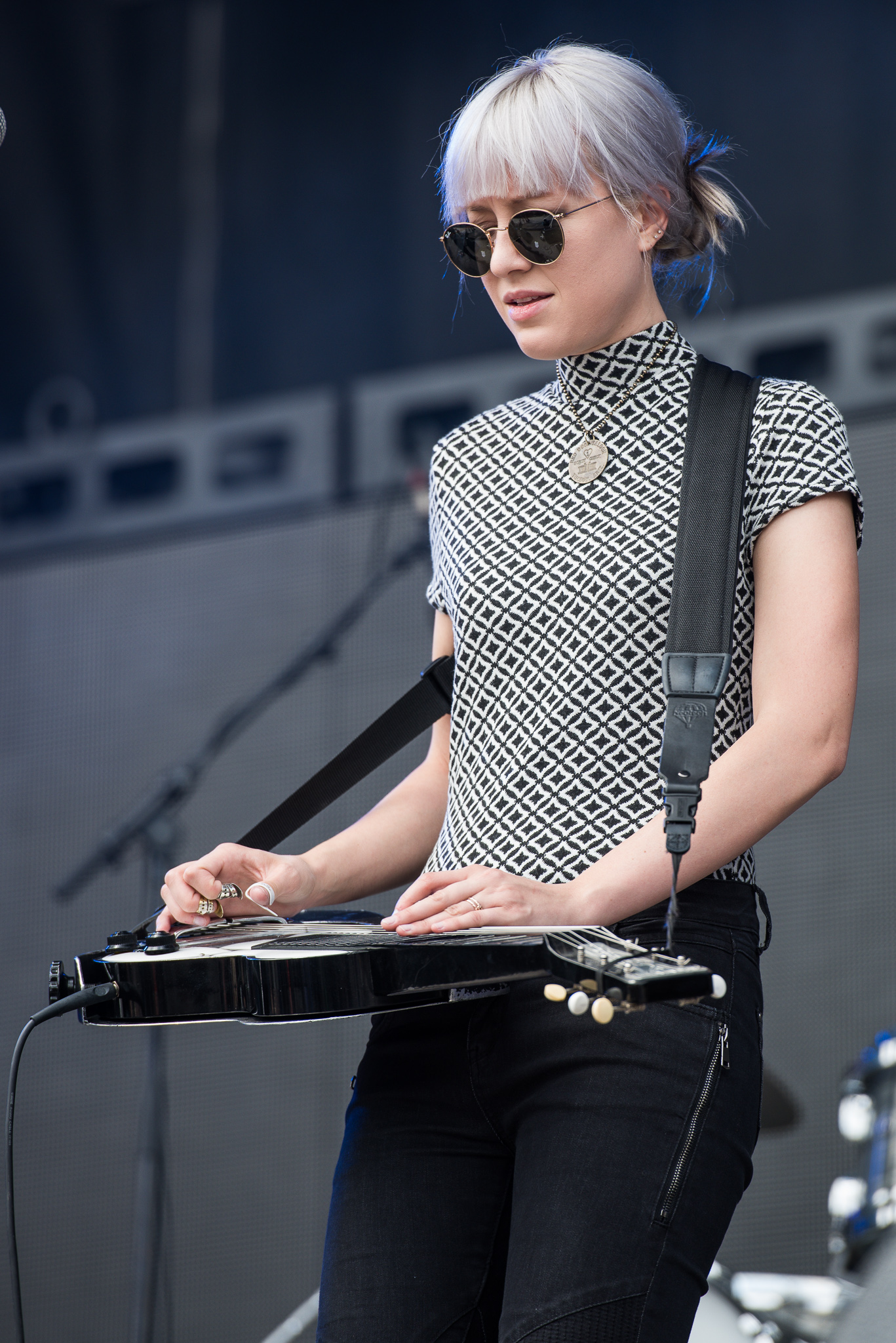
Megan Lovell en Rock im Park, 2016.

### Actuales
- Rebecca Lovell: voz, guitarras, banjo, violín, piano
- Megan Lovell: coros, lap steel, dobro
- Tarka Layman: bajo
- Kevin McGowan: batería

## Discografía

### Estudio
- KIN (2014)
- Reskinned (2016)
- Peach (2017)
- Venom & Faith (2018)
- Self Made Man (2020)
- Kindred Spirits (2020)
- Blood Harmony (2022)
- Bloom (2025)

### EP
- Spring (2010)
- Summer (2010)
- Fall (2010)
- Winter (2010)
- Thick as Thieves (2011)

### DVD
- Live from Stongfjorden (2012)

### Colaboraciones
- The Sound of the Ocean Sound con Thom Hell (2013)
- Killing Time EP con Blair Dunlop (2013)

### Otras apariciones
- The Rainy Day Sessions EP de A Rocket to the Moon (2010)
- Blight and Blossom de Blair Dunlop (2012)
- Shuffle and Deal de Gilmore & Roberts (2012)
- Lost on the River: The New Basement Tapes de The New Basement Tapes (2014)
- Southern Gravity de Kristian Bush (2015)
- Detour: Live at Liverpool Philharmonic Hall de Elvis Costello (2015)
- We're All Somebody from Somewhere de Steven Tyler (2016)